# Evolução do Colégio dos Cardeais sob o pontificado de Clemente XI
Abaixo está a evolução do colégio de cardeais durante o pontificado de Clemente XI (23 de novembro de 1700 - 19 de março de 1721) e a subsequente vaga vaga (19 de março - 8 de maio de 1721).

## Composição para consistório
| Consistório                    | 1700 | 1721 |
| ------------------------------ | ---- | ---- |
| 23 de junho de 1653            | 1    |      |
| Consistórios de Inocêncio X    | 1    | 0    |
| 5 de agosto de 1669            | 2    |      |
| 29 de novembro de 1669         | 1    |      |
| Consistórios de Clemente IX    | 3    | 0    |
| 22 de dezembro de 1670         | 1    |      |
| 24 de agosto de 1671           | 1    |      |
| 22 de fevereiro de 1672        | 2    | 1    |
| 12 de junho de 1673            | 1    |      |
| 27 de maio de 1675             | 2    | 1    |
| Consistórios de Clemente X     | 7    | 2    |
| 1 de setembro de 1681          | 4    | 1    |
| 2 de setembro de 1686          | 12   |      |
| Consistórios de Inocêncio XI   | 16   | 1    |
| 7 de novembro de 1689          | 1    | 1    |
| 13 de fevereiro de 1690        | 11   | 2    |
| 13 de novembro de 1690         | 2    | 2    |
| Consistórios de Alexandre VIII | 14   | 5    |
| 12 de dezembro de 1695         | 10   | 3    |
| 22 de julho de 1697            | 5    | 2    |
| 14 de novembro de 1699         | 7    |      |
| 21 de junho de 1700            | 3    | 1    |
| Consistórios de Inocêncio XII  | 25   | 6    |
| 17 de dezembro de 1703         |      | 1    |
| 17 de maio de 1706             |      | 12   |
| 7 de junho de 1706             |      | 1    |
| 15 de abril de 1709            |      | 1    |
| 23 de dezembro de 1711         |      | 1    |
| 18 de maio de 1712             |      | 13   |
| 30 de janeiro de 1713          |      | 2    |
| 6 de maio de 1715              |      | 1    |
| 29 de maio de 1715             |      | 4    |
| 16 de dezembro de 1715         |      | 3    |
| 15 de março de 1717            |      | 1    |
| 12 de julho de 1717            |      | 2    |
| 29 de novembro de 1719         |      | 10   |
| 30 de setembro de 1720         |      | 2    |
| Consistórios de Clemente XI    |      | 54   |
| Total                          | 66   | 68   |

## Evolução durante o pontificado
| Data                    | Evento                                                                          | Total |
| ----------------------- | ------------------------------------------------------------------------------- | ----- |
| 23 de novembro de 1700  | Eleição papal do Cardeal Giovanni Francesco Albani com o nome de Clemente XI    | 65    |
| 10 de fevereiro de 1701 | Morte do Cardeal Savo Millini (56 anos)                                         | 64    |
| 5 de julho de 1701      | Morte do Cardeal Pier Matteo Petrucci, C.O. (65 anos)                           | 63    |
| 3 de janeiro de 1702    | Morte do Cardeal Luís de Sousa (71 anos)                                        | 62    |
| 4 de abril de 1702      | Morte do Cardeal Francisco Antonio de Borja-Centelles y Ponce de Léon (43 anos) | 61    |
| 27 de outubro de 1702   | Morte do Cardeal Niccolò Radulovich (74 anos)                                   | 60    |
| 11 de dezembro de 1702  | Morte do Cardeal Giacomo Cantelmo (62 anos)                                     | 59    |
| 11 de julho de 1703     | Morte do Cardeal Piero de Bonzi (72 anos)                                       | 58    |
| 17 de dezembro de 1703  | criação de 1 cardeal                                                            | 59    |
| 17 de dezembro de 1703  | Francesco Pignatelli, C.R.                                                      | 59    |
| 4 de janeiro de 1704    | Morte do Cardeal Giambattista Spinola (88 anos)                                 | 58    |
| 23 de fevereiro de 1704 | Morte do Cardeal Enrico Noris, O.E.S.A. (72 anos)                               | 57    |
| 8 de março de 1704      | Morte do Cardeal Giambattista Costaguti (68 anos)                               | 56    |
| 10 de abril de 1704     | Morte do Cardeal Wilhelm Egon von Fürstenberg (74 anos)                         | 55    |
| 5 de agosto de 1704     | Morte do Cardeal Daniello Marco Delfino (50 anos)                               | 54    |
| 2 de outubro de 1704    | Morte do Cardeal Carlo Barberini (74 anos)                                      | 53    |
| 6 de abril de 1705      | Morte do Cardeal Urbano Sacchetti (65 anos)                                     | 52    |
| 13 de outubro de 1705   | Morte do Cardeal Augustyn Michał Stefan Radziejowski (59 anos)                  | 51    |
| 5 de fevereiro de 1706  | Morte do Cardeal Pierre-Armand du Cambout de Coislin (69 anos)                  | 50    |
| 17 de maio de 1706      | criação de 18 cardeais + 1 In Pectore                                           | 68    |
| 17 de maio de 1706      | Francesco Martelli                                                              | 68    |
| 17 de maio de 1706      | Gianalberto Badoardo                                                            | 68    |
| 17 de maio de 1706      | Lorenzo Casoni                                                                  | 68    |
| 17 de maio de 1706      | Lorenzo Corsini (futuro Papa Clemente XII)                                      | 68    |
| 17 de maio de 1706      | Lorenzo Maria Fieschi                                                           | 68    |
| 17 de maio de 1706      | Francesco Acquaviva d'Aragona                                                   | 68    |
| 17 de maio de 1706      | Tommaso Ruffo                                                                   | 68    |
| 17 de maio de 1706      | Orazio Filippo Spada                                                            | 68    |
| 17 de maio de 1706      | Filippo Antonio Gualterio                                                       | 68    |
| 17 de maio de 1706      | Christian August von Sachsen-Zeitz                                              | 68    |
| 17 de maio de 1706      | Rannuzio Pallavicino                                                            | 68    |
| 17 de maio de 1706      | Giandomenico Paracciani                                                         | 68    |
| 17 de maio de 1706      | Alessandro Caprara                                                              | 68    |
| 17 de maio de 1706      | Joseph-Emmanuel de la Trémoille                                                 | 68    |
| 17 de maio de 1706      | Carlo Agostino Fabroni                                                          | 68    |
| 17 de maio de 1706      | Carlo Colonna                                                                   | 68    |
| 17 de maio de 1706      | Pietro Priuli                                                                   | 68    |
| 17 de maio de 1706      | Nicola Grimaldi                                                                 | 68    |
| 26 de maio de 1706      | Morte do Cardeal Marcantonio Barbarigo (66 anos)                                | 67    |
| 7 de junho de 1706      | criação de 1 cardeal                                                            | 68    |
| 7 de junho de 1706      | Michelangelo Conti (futuro Papa Inocêncio XIII)                                 | 68    |
| 14 de agosto de 1706    | Morte do Cardeal Pedro de Salazar Gutiérrez de Toledo, O. de M. (76 anos)       | 67    |
| 18 de agosto de 1706    | Morte do Cardeal Luigi Omodei (49 anos)                                         | 66    |
| 20 de janeiro de 1707   | Morte do Cardeal Leopold Karl von Kollonitsch (75 anos)                         | 65    |
| 17 de fevereiro de 1707 | Morte do Cardeal Giambattista Rubini (64 anos)                                  | 64    |
| 24 de maio de 1707      | Morte do Cardeal Henrique Alberto de La Grange d'Arquien (93 anos)              | 63    |
| 1 de agosto de 1707     | criação de 1 Cardeal + 1 Revelação In Pectore                                   | 65    |
| 1 de agosto de 1707     | Giuseppe Vallemani                                                              | 65    |
| 1 de agosto de 1707     | Charles-Thomas Maillard De Tournon                                              | 65    |
| 12 de setembro de 1707  | Morte do Cardeal Etienne Le Camus (74 anos)                                     | 64    |
| 8 de abril de 1708      | Morte do Cardeal Francesco Nerli (71 anos)                                      | 63    |
| 8 de outubro de 1708    | Morte do Cardeal Gioacomo Antonio Morigia, B. (75 anos)                         | 62    |
| 11 de janeiro de 1709   | Morte do Cardeal Leandro Colloredo, C.O. (69 anos)                              | 61    |
| 15 de abril de 1709     | criação de 1 Cardeal + 1 In Pectore                                             | 62    |
| 15 de abril de 1709     | Ulisse Giuseppe Gozzadini                                                       | 62    |
| 26 de maio de 1709      | Morte do Cardeal Baldassarre Cenci (62 anos)                                    | 61    |
| 11 de junho de 1709     | Morte do Cardeal Marcello d'Aste (51 anos)                                      | 60    |
| 19 de junho de 1709     | Renúncia do Cardeal Francisco Maria de Médici                                   | 59    |
| 22 de julho de 1709     | 1 Revelação In Pectore                                                          | 60    |
| 22 de julho de 1709     | Antonio Francesco Sanvitale                                                     | 60    |
| 14 de setembro de 1709  | Morte do Cardeal Luis Manuel Fernández de Portocarrero (74 anos)                | 59    |
| 22 de março de 1710     | Morte do Cardeal Sperello Sperelli (70 anos)                                    | 58    |
| 12 de abril de 1710     | Morte do Cardeal Marcello Durazzo (77 anos)                                     | 57    |
| 8 de junho de 1710      | Morte do Cardeal Charles-Thomas Maillard De Tournon (41 anos)                   | 56    |
| 26 de setembro de 1710  | Morte do Cardeal Vincenzo Grimani (55 anos)                                     | 55    |
| 9 de junho de 1711      | Morte do Cardeal Alessandro Caprara (84 anos)                                   | 54    |
| 17 de setembro de 1711  | Morte do Cardeal Giovanni Maria Gabrielli, O.Cist. (57 anos)                    | 53    |
| 23 de dezembro de 1711  | Criação de 1 cardeal                                                            | 54    |
| 23 de dezembro de 1711  | Annibale Albani                                                                 | 54    |
| 9 de abril de 1712      | Morte do Cardeal Giuseppe Archinto (60 anos)                                    | 53    |
| 10 de maio de 1712      | Morte do Cardeal Andrea Santacroce (56 anos)                                    | 52    |
| 18 de maio de 1712      | Criação de 11 cardeais + 7 In Pectore                                           | 63    |
| 18 de maio de 1712      | Gianantonio Davia                                                               | 63    |
| 18 de maio de 1712      | Agostino Cusani                                                                 | 63    |
| 18 de maio de 1712      | Giulio Piazza                                                                   | 63    |
| 18 de maio de 1712      | Antonio Felice Zondadari                                                        | 63    |
| 18 de maio de 1712      | Armand Gaston Maximilien den Rohan-Soubise                                      | 63    |
| 18 de maio de 1712      | Nuno da Cunha e Ataíde                                                          | 63    |
| 18 de maio de 1712      | Wolfgang Hannibal von Schrattenbach                                             | 63    |
| 18 de maio de 1712      | Luigi Priuli                                                                    | 63    |
| 18 de maio de 1712      | Giuseppe Maria Tomasi, C.R.                                                     | 63    |
| 18 de maio de 1712      | Giovanni Battista Tolomei, S.I.                                                 | 63    |
| 18 de maio de 1712      | Francesco Maria Casini, O.F.M.Cap.                                              | 63    |
| 30 de junho de 1712     | Morte do Cardeal Rannuzio Pallavicino (78 anos)                                 | 62    |
| 26 de setembro de 1712  | 4 Revelação In Pectore                                                          | 66    |
| 26 de setembro de 1712  | Lodovico Pico della Mirandola                                                   | 66    |
| 26 de setembro de 1712  | Giovanni Battista Bussi                                                         | 66    |
| 26 de setembro de 1712  | Pier Marcellino Corradini                                                       | 66    |
| 26 de setembro de 1712  | Curzio Origo                                                                    | 66    |
| 21 de outubro de 1712   | Morte do Cardeal Johann Philipp von Lamberg (60 anos)                           | 65    |
| 1º de janeiro de 1713   | Morte do Cardeal Giuseppe Maria Tomasi, C.R. (63 anos)                          | 63    |
| 1º de janeiro de 1713   | Morte do Cardeal Giovanni Francesco Negroni (83 anos)                           | 63    |
| 30 de janeiro de 1713   | criação de 1 Cardeal + 1 In Pectore + 3 Revelação In Pectore                    | 67    |
| 30 de janeiro de 1713   | Manuel Arias y Porres                                                           | 67    |
| 30 de janeiro de 1713   | Benito de Sala y de Caramany, O.S.B.Cas.                                        | 67    |
| 30 de janeiro de 1713   | Melchior de Polignac                                                            | 67    |
| 30 de janeiro de 1713   | Benedetto Erba-Odescalchi                                                       | 67    |
| 24 de março de 1713     | Morte do Cardeal Toussaint de Forbin-Janson (81 anos)                           | 66    |
| 6 de abril de 1714      | Morte do Cardeal Gasparo Carpegna (88 anos)                                     | 65    |
| 17 de maio de 1714      | Morte do Cardeal Gianalberto Badoardo (65 anos)                                 | 64    |
| 17 de dezembro de 1714  | Morte do Cardeal Antonio Francesco Sanvitale (54 anos)                          | 63    |
| 18 de dezembro de 1714  | Morte do Cardeal César d'Estrées (86 anos)                                      | 62    |
| 2 de março de 1715      | Morte do Cardeal Emmanuel Théodose de La Tour d'Auvergne (71 anos)              | 61    |
| 6 de maio de 1715       | criação de 1 Cardeal + 1 Revelação In Pectore                                   | 63    |
| 6 de maio de 1715       | Damian Hugo Philipp von Schönborn Bushein                                       | 63    |
| 6 de maio de 1715       | Fabio Olivieri                                                                  | 63    |
| 29 de maio de 1715      | criação de 1 Cardeal + 3 In Pectore                                             | 64    |
| 29 de maio de 1715      | Henri Pons de Thiard de Bissy                                                   | 64    |
| 2 de julho de 1715      | Morte do Cardeal Benito de Sala y de Caramany, O.S.B. (69 anos)                 | 63    |
| 16 de dezembro de 1715  | criação de 4 Cardeais + 3 Revelação In Pectore                                  | 70    |
| 16 de dezembro de 1715  | Innico Caracciolo                                                               | 70    |
| 16 de dezembro de 1715  | Bernardino Scotti                                                               | 70    |
| 16 de dezembro de 1715  | Carlo Maria Marini                                                              | 70    |
| 16 de dezembro de 1715  | Nicolò Caracciolo                                                               | 70    |
| 16 de dezembro de 1715  | Giovanni Patrizi                                                                | 70    |
| 16 de dezembro de 1715  | Ferdinando Nuzzi                                                                | 70    |
| 16 de dezembro de 1715  | Nicola Gaetano Spinola                                                          | 70    |
| 26 de agosto de 1716    | Morte do Cardeal Tommaso Maria Ferrari, O.P. (66 anos)                          | 69    |
| 12 de janeiro de 1717   | Morte do Cardeal Taddeo Luigi dal Verme (75 anos)                               | 68    |
| 15 de março de 1717     | criação de 1 Cardeal                                                            | 69    |
| 15 de março de 1717     | Giberto Borromeo                                                                | 69    |
| 15 de junho de 1717     | Morte do Cardeal Fabrizio Spada (74 anos)                                       | 68    |
| 12 de julho de 1717     | criação de 1 Cardeal + 1 In Pectore                                             | 69    |
| 12 de julho de 1717     | Giulio Alberoni                                                                 | 69    |
| 28 de setembro de 1717  | Morte do Cardeal Francesco Martelli (84 anos)                                   | 68    |
| 1 de outubro de 1717    | 1 Revelação In Pectore                                                          | 69    |
| 1 de outubro de 1717    | Imre Csáky                                                                      | 69    |
| 25 de outubro de 1717   | Morte do Cardeal Nicola Grimaldi (71 anos)                                      | 68    |
| 16 de novembro de 1717  | Morte do Cardeal Manuel Arias y Porres (79 anos)                                | 67    |
| 1 de dezembro de 1717   | Morte do Cardeal Ferdinando Nuzzi (72 anos)                                     | 66    |
| 21 de abril de 1718     | Morte do Cardeal Bandino Panciatici (88 anos)                                   | 65    |
| 7 de novembro de 1718   | Morte do Cardeal Carlo Bichi (80 anos)                                          | 64    |
| 27 de janeiro de 1719   | Morte do Cardeal Ferdinando d'Adda (68 anos)                                    | 63    |
| 14 de fevereiro de 1719 | Morte do Cardeal Francesco Maria Casini, O.F.M.Cap. (70 anos)                   | 62    |
| 25 de fevereiro de 1719 | Morte do Cardeal Niccolò Acciaiuoli (88 anos)                                   | 61    |
| 19 de março de 1719     | Morte do Cardeal Giambattista Spinola (72 anos)                                 | 60    |
| 29 de novembro de 1719  | criação de 9 Cardeais + 1 In Pectore                                            | 69    |
| 29 de novembro de 1719  | Léon Potier de Gesvres                                                          | 69    |
| 29 de novembro de 1719  | François de Mailly                                                              | 69    |
| 29 de novembro de 1719  | Giorgio Spinola                                                                 | 69    |
| 29 de novembro de 1719  | Cornelio Bentivoglio                                                            | 69    |
| 29 de novembro de 1719  | Thomas Philip Wallrad d'Alsace-Boussut de Chimay                                | 69    |
| 29 de novembro de 1719  | Luis Antonio Belluga y Moncada, C.O.                                            | 69    |
| 29 de novembro de 1719  | José Pereira de Lacerda                                                         | 69    |
| 29 de novembro de 1719  | Michael Friedrich Althan                                                        | 69    |
| 29 de novembro de 1719  | Giovanni Battista Salerni, S.I.                                                 | 69    |
| 10 de janeiro de 1720   | Morte do Cardeal Joseph-Emmanuel de la Trémoille (60 anos)                      | 68    |
| 15 de março de 1720     | Morte do Cardeal Luigi Priuli (69 anos)                                         | 67    |
| 30 de setembro de 1720  | criação de 2 Cardeal + 1 Revelação In Pectore                                   | 70    |
| 30 de setembro de 1720  | Giovanni Francesco Barbarigo                                                    | 70    |
| 30 de setembro de 1720  | Carlos de Borja y Centellas                                                     | 70    |
| 30 de setembro de 1720  | Juan Álvaro Cienfuegos Villazón, S.I.                                           | 70    |
| 19 de novembro de 1720  | Morte do Cardeal Lorenzo Casoni (75 anos)                                       | 69    |
| 14 de janeiro de 1721   | Morte do Cardeal Fulvio Astalli (65 anos)                                       | 68    |
| 19 de março de 1721     | Morte do Papa Clemente XI (71 anos)                                             | 68    |
| 31 de março de 1721     | Abertura do conclave                                                            | 68    |
| 8 de maio de 1721       | Eleição papal do Cardeal Michelangelo Conti com o nome de Inocêncio XIII        | 67    |